# Adexia columbica
Adexia columbica är en insektsart som beskrevs av Ossiannilsson 1940. Adexia columbica ingår i släktet Adexia och familjen Flatidae. Inga underarter finns listade i Catalogue of Life.